# Wilhelm Kalle (Chemiker)

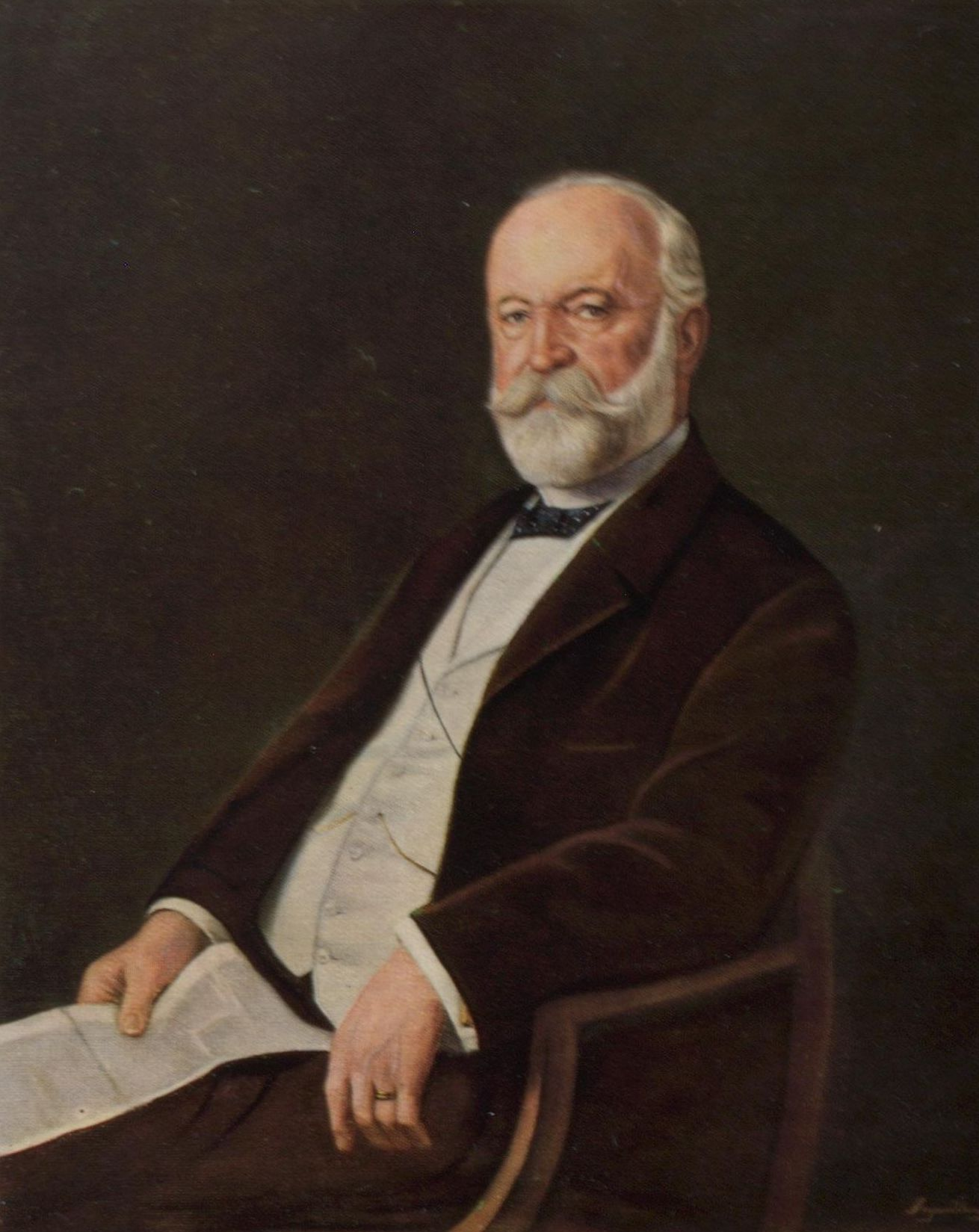
Wilhelm Kalle

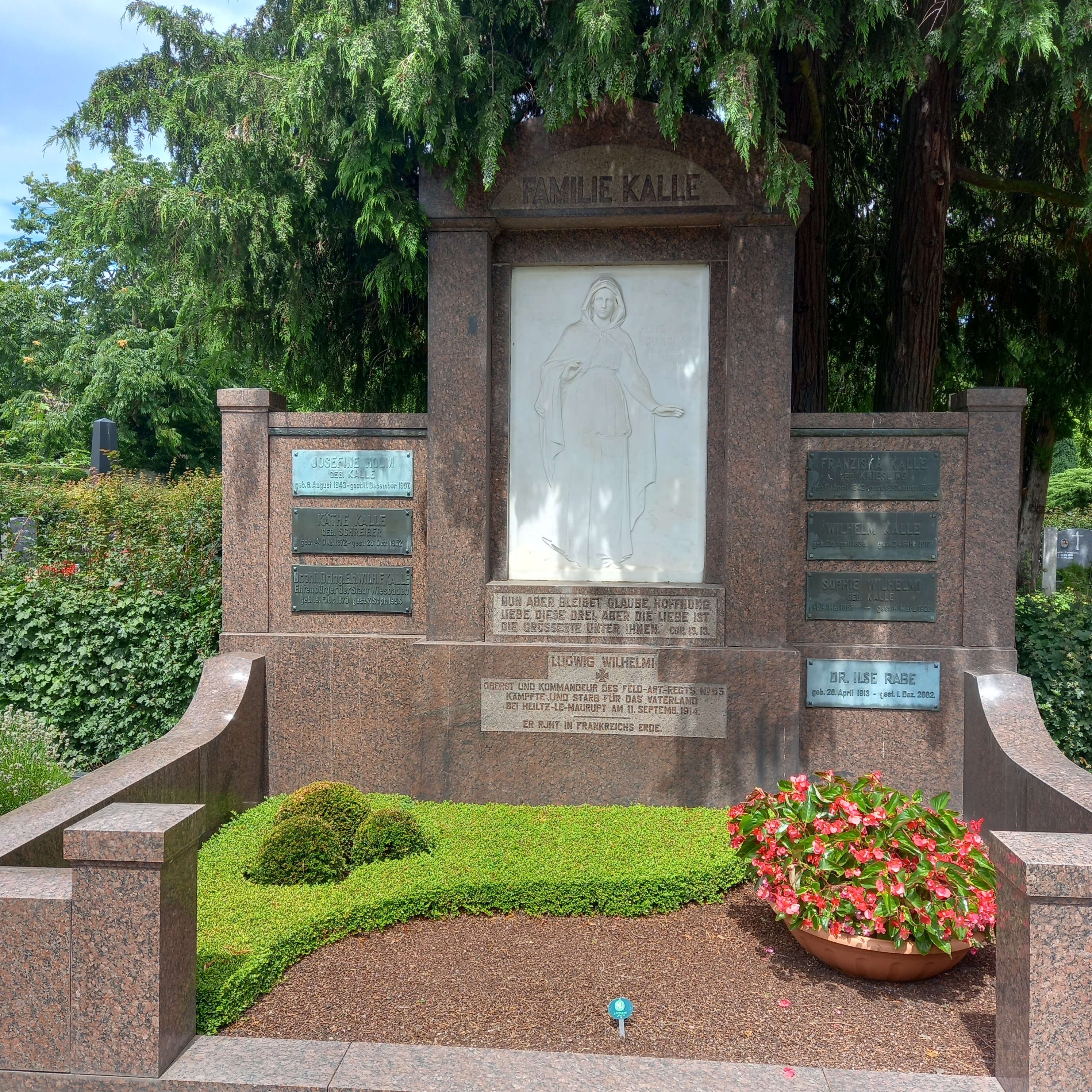
Das Grab von Wilhelm Ferdinand Kalle und seiner Ehefrau Franziska geborene Kniesling im Familiengrab auf dem Friedhof Biebrich in Wiesbaden

Paul Wilhelm Kalle (* 26. April 1838 in Paris; † 24. Februar 1919 in Wiesbaden-Biebrich) war ein deutscher Chemiker und Unternehmer, Gründer der Chemischen Fabrik Kalle.

## Leben
Kalle war der Sohn des Textilkaufmanns Jakob Alexander Kalle und studierte ab 1857 Chemie bei Carl Remigius Fresenius in Wiesbaden und danach in Berlin. 1861 wurde er an der Universität Marburg promoviert und war dann Chemiker bei der Firma J. Collins in Saint-Denis, die Fuchsin herstellte. 1863 gründete er in Biebrich eine eigene Firma (mit seinem Vater als Kommanditisten) zur Fuchsin-Produktion und produzierte auch bald weitere Farbstoffe. Ab 1877 produzierte er auch Azofarbstoffe, so den 1879 in seiner Firma von Rudolf Nietzki entwickelten Biebricher Scharlach. Er versuchte sich auch 1890 in synthetischer Indigoproduktion und eröffnete 1885 eine Pharmasparte. Sein Bruder Fritz Kalle war ebenfalls in die Leitung der Firma eingebunden. 1904 wandelte er die Firma in eine Aktiengesellschaft um, die einen Verbund mit den Farbwerken Hoechst und der Firma Cassella bildete. Die Leitung der Firma gab er an seinen Sohn Wilhelm Ferdinand Kalle ab.